# Jean-Luc Leguay
Pour les articles homonymes, voir Leguay.
 (mars 2016).
Si vous disposez d'ouvrages ou d'articles de référence ou si vous connaissez des sites web de qualité traitant du thème abordé ici, merci de compléter l'article en donnant les références utiles à sa vérifiabilité et en les liant à la section « Notes et références ».
Jean-Luc Leguay, né le 27 novembre 1952 à Cannes, est un danseur, auteur, conférencier et formateur français.
Jean-Luc Leguay, sous le nom d’Héraclius, est l’un des derniers maîtres enlumineurs de renommée internationale. Il ne resterait que quelques enlumineurs réguliers, non issus d’une école d’art avec enseignement collectif, mais d’une transmission de maître à disciple, individuelle et ininterrompue, remontant au VIIIe siècle. 

## Biographie

### Origines
Jean Luc Leguay est né le 27 novembre 1952 à Cannes. Il est le fils de Jeannine Gélati qui fut danseuse sous le nom de Nina Diamar et professeur de danse. Son père, Joseph Lazzini, chorégraphe et professeur de danse, est à l’origine du ballet national de Marseille et fondateur du Théâtre français de la danse.
Jean-Luc Leguay a sept ans quand sa mère épouse l’homme dont il portera le nom, Bob Leguay, pionnier de la bande dessinée dans l’immédiat après-guerre. 

### Chorégraphe
En 1970, Jean-Luc Leguay est engagé comme danseur à l’opéra de Nantes, dans le corps de ballet de Jean Zierrat. À l’âge de 18 ans, il signe sa première chorégraphie, Le Rêve, sur une musique de Béla Bartók. Il crée ensuite une cinquantaine de ballets pour de nombreuses étoiles et théâtres internationaux, comme la Première Symphonie, Le Mythe de Don Juan et Le Chant de la terre de Gustav Mahler.
Ses chorégraphies sont interprétées par les étoiles de l’Opéra de Paris, le Ballet de New York Dennis-Wayne, le Ballet Roland-Petit, la Scala de Milan ou encore le Ballet du XXe siècle de Maurice Béjart.

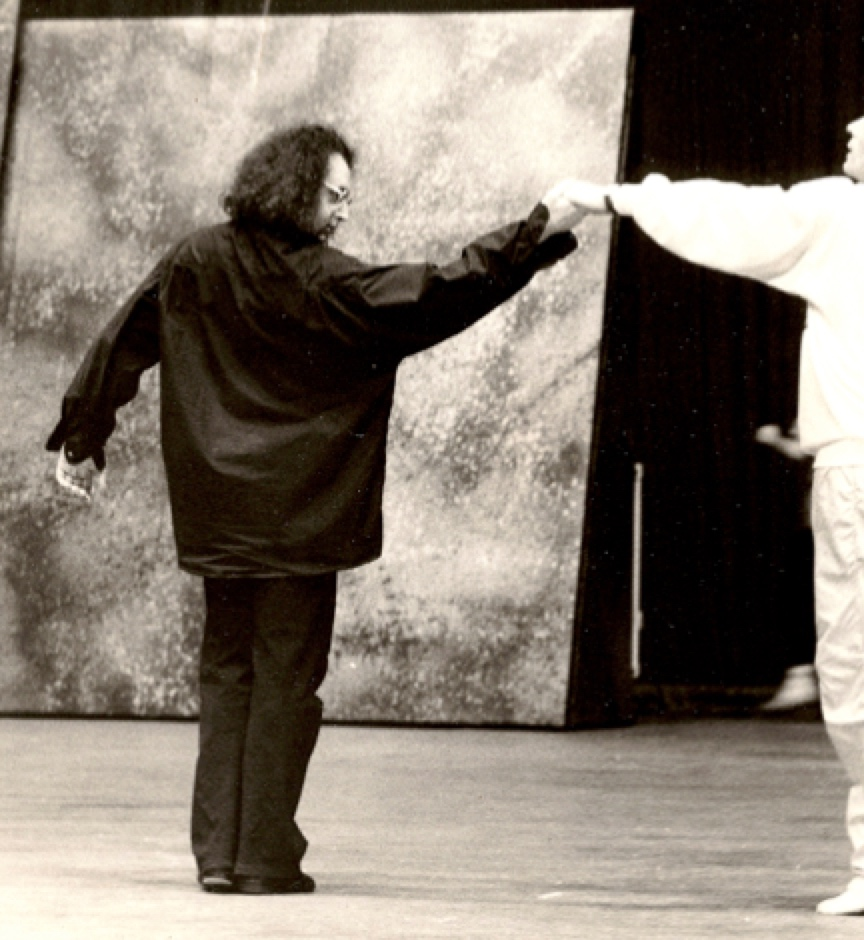
Jean-Luc Leguay en répétition avec un danseur étoile

En 1985, il est nommé directeur de la danse au Teatro Regio de Turin, dont il recompose la compagnie qui devient l’une des premières d’Italie. Il y crée un nouveau répertoire en invitant de nombreux chorégraphes et professeurs (Oscar Araiz, Hans van Manen et Fernando Bujones…) ainsi que des interprètes de renom (Jean Guizerix, Vladimir Derevianko et Elisabeth Terabust…). Il organise des tournées pour sa compagnie en Europe, réalisant en moyenne 80 représentations par saison.
Parallèlement à ses propres créations et à son rôle de directeur de la danse, il devient conseiller artistique et collaborateur de l’impresario Boris Traïline. Il organise des tournées pour les ballets du Grand Théâtre de Genève, du ballet de Monte-Carlo et du Dance Theater of Harlem.
A ce titre il programme la venue du Ballet de l’opéra national de Vienne (Wiener Staatsoper) et de nombreux galas d’étoiles internationales dans les plus grands théâtres et festivals européens (Venise, Barcelone, Genève…).
Jean-Luc Leguay crée aussi les chorégraphies d’opéras tels Aida, La traviata et La Damnation de Faust. Il a également conçu et réalisé les lumières de nombreux spectacles internationaux.

### Enluminure
À partir de 1980, Jean-Luc Leguay est initié à l’art de l’enluminure par un moine ermite franciscain dans le sud de l’Italie. Il décide d’abandonner sa carrière de chorégraphe et de suivre la voie des maîtres enlumineurs de tradition. Enseigné par son « Maître de Lumière », il s’astreint durant dix ans à une discipline ascétique et à d’humbles travaux. Il est alors consacré « Enlumineur Régulier » sous le nom d’Héraclius. Ce nom donné par son Maître, est garant de l’authenticité de sa filiation.
En 1990, à la mort de son maître, Jean-Luc Leguay se retrouve le dernier détenteur du savoir initiatique de son école italienne et le premier laïc de cette tradition remontant au VIIIe siècle.

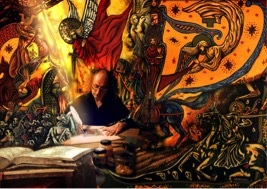
Jean-Luc Leguay en train de travailler entouré de ses enluminures

De retour à Paris, dans l’anonymat, il peint des enluminures pour un petit cercle de collectionneurs.
En 1994, ayant échappé de peu à la mort après un accident, il passe six mois dans un centre de rééducation pour retrouver l’usage de son bras droit. Détenteur d’une connaissance multiséculaire, il décide de transmettre la voie de l’enluminure et de publier un ouvrage destiné à ouvrir les chemins de l’« image de lumière ».
En 1997, il achève les enluminures de Perceval le Gallois de Chrétien de Troyes. Édité aux éditions Ipomée-Albin Michel, ce livre sera réédité la même année et en 1998.
En novembre 1999, pour le passage au troisième millénaire, il enlumine le livre de l’Apocalypse paru aux éditions Ipomée-Albin Michel.
Jean Luc Leguay peint 120 enluminures pour La Divine Comédie enluminée qui sera publiée, en 2003, après trois ans de travail, aux éditions Ipomée-Albin Michel. L'ouvrage sera réédité en 2013 aux éditions Dervy.
Il publie en 2008 Le Rituel de consécration, entièrement enluminé et calligraphié.
En 2010, paraît aux éditions Dervy, le Mutus Liber initiation (64 pleines pages enluminées, préface et commentaire bilingues français-anglais).
Parallèlement sort une autobiographie en 2004 aux éditions Albin Michel, Le Maître de lumière. L’auteur y dévoile les secrets de fabrication d’une enluminure et les liens qui existent entre géométrie et métaphysique. Jean-Luc Leguay a fait de nombreux interviews comme les entretiens sur la Divine Comédie enluminée.
Jean-Luc Leguay a participé à de nombreuses émissions du journal de 13 heures de TF1, du journal de France 3 national, la RTS - Télévision Suisse romande et les radios comme France Inter, France Culture et radio Notre-Dame.
Le 25 mai 2000 Jean-Luc Leguay est fait chevalier de l’ordre des arts et des lettres par la ministre de la culture et de la communication Catherine Tasca[réf. nécessaire].
Depuis octobre 2015, il transmet son savoir à l’École Georges Méliès d’Orly à travers un Master Class d’enluminure[réf. nécessaire].

## Distinction
- Chevalier de l'ordre des Arts et des Lettres

## Publications

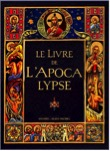
Couverture du livre d'enluminures L'Apocalypse

- 1997 : Perceval le Gallois, éditions Albin Michel-Ipomée
- 1999 : Le Livre de l’apocalypse, éditions Albin Michel-Ipomée
- 2003 : La Divine comédie enluminée, éditions Albin Michel-Ipomée
- 2004 : Le Maître de lumière, éditions Albin Michel, puis éditions Dervy en 2009
- 2008 : Le Tracé du Maître, éditions Dervy
- 2010 : Mutus Liber initiation, éditions Dervy

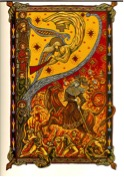
Enluminure tirée du livre de Jean-Luc Leguay L'Apocalypse

- 2012 : Dante, clefs pour un voyage intérieur, éditions Signatura
- 2013 : La Divine comédie enluminée, éditions Dervy
- 2014 : Illuminator, Le septième Palais, éditions Dervy
- 2017 : Rituels Inconnus, éditions Dervy
- 2018 : L'Apocalypse Enluminée, éditions Dervy